# سفر وحشیانه بیل و تد
سفر وحشیانه بیل و تد (به انگلیسی: Bill & Ted's Bogus Journey) یک فیلم کمدی و علمی تخیلی آمریکایی محصول سال ۱۹۹۱ میلادی در اولین کارگردانی پیتر هویت است. این فیلم و دنباله‌ای برای فیلم ماجراجویی بسیار عالی بیل و تد (۱۹۸۹) محسوب می‌شود. کیانو ریوز، الکس وینتر و جرج کارلین نقش‌های خود را تکرار می‌کنند.

## بازیگران
- الکس وینتر … ویلیام '' بیل ''
- ویلیام تاج … بیل جوان
- کیانو ریوز … تئودور '' تد ''
- ویلیام سدلر[۹]
- جاس آکلند … چاک دنوموس
- جرج کارلین … روفوس
- چلسی راس … سرهنگ جو دوسر
- پم گریر … خانم واردرو
- فرانک ولکر … صدای شیطان، خرگوش عید پاک